# Avenida Caracas (San Fernando de Apure)
Avenida Caracas es el nombre que recibe una arteria vial que cruza la ciudad de San Fernando de Apure, la capital del Estado Apure en los Llanos centrales del país sudamericano de Venezuela. Recibe su denominación por la ciudad de Santiago de León de Caracas, la capital nacional venezolana.

## Descripción
Se trata de una vía que conecta la Avenida Intercomunal (troncal 19) con la Avenida Fuerzas Armadas y la Avenida 1 de mayo. A lo largo de su recorrido también está vinculada con la Avenida María Nieves, la Avenida Revolución, la Calle Plaza, el Paseo Libertador, Calle Ayacucho, El Yagual, entre otras.
En el lugar se pueden encontrar el Hospital P.A.O (Acosta Ortiz), el Complejo Deportivo de San Fernando, la U.E.B Alirio Goitia Araujo, el Colegio Católico Diocesano San Fernando, las urbanizaciones Terron Duro, Urbanización Serafín Cedeño, Barrio 9 de diciembre, Barrio Rómulo Gallegos y el Aeropuerto Las Flecheras.